# Krycí jméno U.N.C.L.E.
Krycí jméno U.N.C.L.E. (v anglickém originále The Man from U.N.C.L.E.) je americká akční komedie z roku 2015 zasazená do období studené války odehrávající se v 60. letech 20. století. Film režíroval Guy Ritchie, který čerpal námět ze stejnojmenného amerického seriálu z roku 1964. Hlavní role ztvárnili Henry Cavill, Armie Hammer, Alicia Vikander, Elizabeth Debicki, Sylvester Groth a další.

## Obsazení

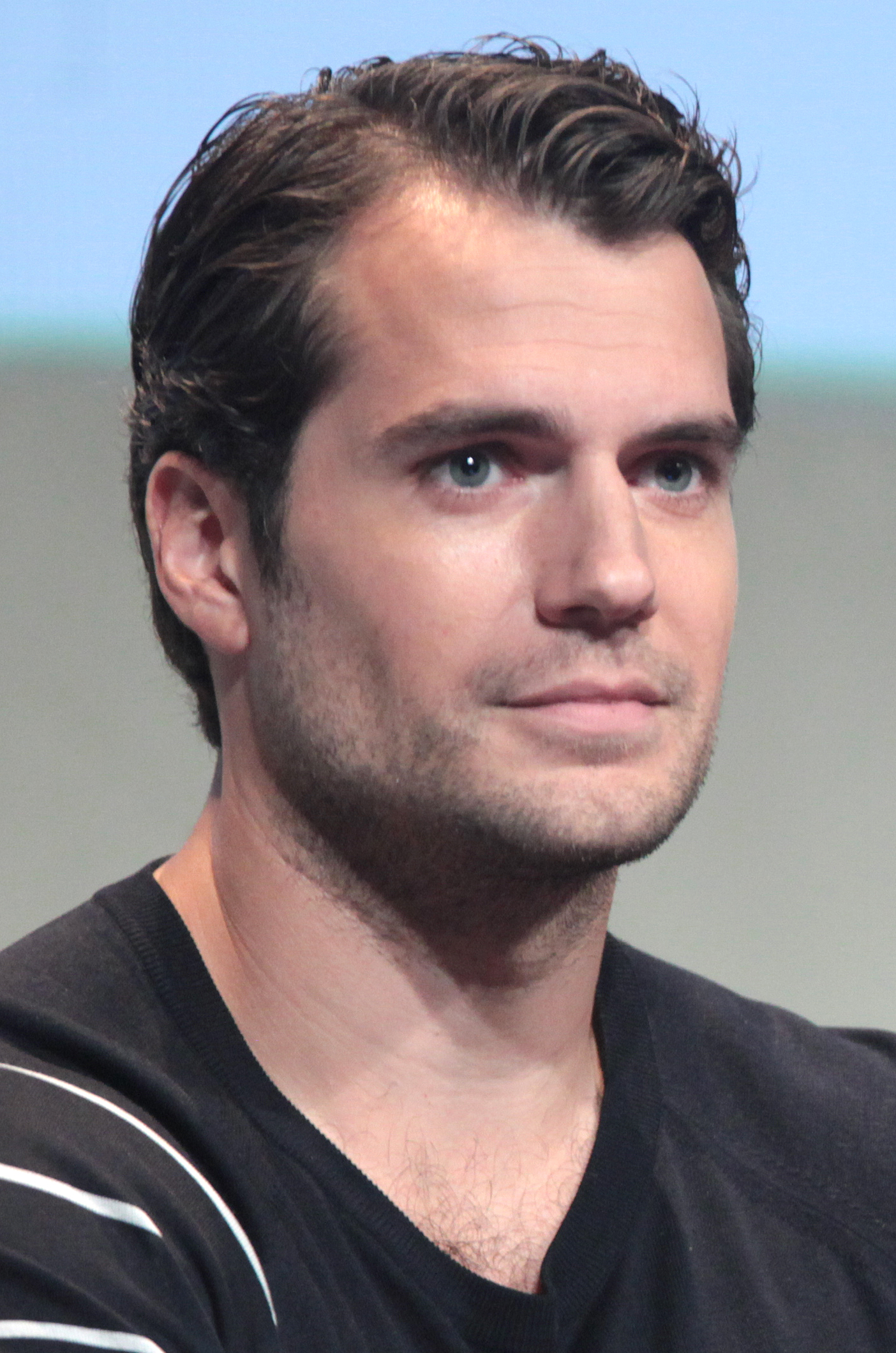
Henry Cavill

| Henry Cavill      | Napoleon Solo           |
| Armie Hammer      | Illya Kuryakin          |
| Alicia Vikander   | Gabriella "Gaby" Teller |
| Elizabeth Debicki | Victoria Vinciguerra    |
| Sylvester Groth   | Uncle Rudi              |
| Jared Harris      | Saunders                |
| Hugh Grant        | Alexander Waverly       |
| Luca Calvani      | Alexander Vinciguerra   |
| Christian Berkel  | Udo Teller              |

## Děj
Děj se odehrává v roce 1963. Napoleon Solo, americký agent CIA, má za úkol najít ve východní části Německa automechaničku Gaby Teller, dceru pohřešovaného jaderného fyzika Udo Tellera, bývalého nacisty, a dostat ji za hranice do Západního Německa. Sledoval ho ale ruský agent KGB Ilya Kuryakin a pokouší se jeho misi překazit. Solo proto o komplikacích informuje svého nadřízeného, Saunderse.
Nadřízení obou agentů se rozhodnou spojit síly a vyslat Kuryakina a Sola na společnou misi: najít uneseného vědce Udo Tellera, který má být držen zločineckou organizací, kterou řídí manželé Victoria a Alexander Vinciguerra, a nucen pro ně sestavit atomovou bombu. Zároveň jsou oba agenti pověřeni získáním disku s informacemi o výzkumu Udo Tellera.
V přestrojení se oba agenti a Gaby vydávají do Říma infiltrovat zločineckou organizaci, jejímž krytím je lodní přepravní společnost. Napoleon Solo vystupuje jako Jack Deveny, odborník na antické sochy, a má za úkol prověřit Victorii Vinciguerrovou. Kuryakin a Gaby v přestrojení za snoubenecký pár se zaměřují na Gabyina strýce Rudiho, který zastává jednu z vedoucích pozic společnosti.
Gaby však oba agenty nečekaně zradí a odhalí je organizaci. Kuryakin je nucen utéct a Solo je unesen a mučen strýcem Rudym. Kuryakin ho díky svému sledovacímu zařízení najde a oběma se poté podaří od Rudyho zjistit, že bomba je uložena na ostrovní pevnosti Vinciguerrů. V sídle Vinciguerrů se také nachází i Gaby, která se zde sešla se svým otcem. Udo Teller předstírá, že pokračuje v práci na bombě aby ochránil Gaby a pokouší se sabotovat bombu, ale Victoria jeho plány odhalí a zastřelí ho.
Mezitím se s Kuryakinem a Solem spojí Alexander Waverly z britské námořní rozvědky a odhalí jim, že Gaby byla celou jejich misi jeho agentkou. Solo a Kuryakin pak s jeho pomocí infiltrují rodinné sídlo Vinciguerrů. Alexander Vinciguerra se pokusí uniknout s Gaby, bombou a diskem s výzkumem, ale je zabit Kuryakinem a disk tajně získá Solo.
Získaná bomba ale nebyla atomová, byla přichystaná pro odvedení pozornosti. S pravou atomovou bombou utekla Victoria na rodinné rybářské lodi. Agentům se však podařilo zjistit její pozici a její loď i s atomovou bombou byla odpálena a zneškodněna. Disk s výzkumem pak Solo s Kuryakinem zničili, aby se vyhnuli rozkazu toho druhého zabít s cílem získat disk. Alexander Waverly z nich a z Gaby vytvořil nový tým pod jeho velením s krycím jménem U.N.C.L.E. (United Network Command for Law and Enforcement – Vedení spojené sítě pro právo a jeho vynucování).

## Přijetí
Film vydělal 45,4 milionů dolarů v Severní Americe a 64,4 milionů dolarů v ostatních oblastech, celkově tak vydělal 109,8 milionů dolarů po celém světě. Rozpočet filmu činil 75 milionů dolarů. Za první víkend docílil třetí nejvyšší návštěvnosti, kdy vydělal 13,4 milionů dolarů.
Na recenzní stránce Rotten Tomatoes získal z 224 započtených recenzí 68 procent s průměrným ratingem 6,2 bodů z deseti. Na serveru Metacritic snímek získal z 40 recenzí 55 bodů ze sta. Na Česko-Slovenské filmové databázi snímek získal 75%.